# Х'ю де Вер, 4-й граф Оксфорд
Х'ю де Вер (англ. Hugh de Vere; приблизно 1210 - грудень 1263) — англійський аристократ, 4-й граф Оксфорд з 1221.

## Життєпис
Був єдиним сином син Роберта де Вера, 3-го графа Оксфорда, та Ізабелли де Болебек. Після смерті батька в 1221 успадкував великі володіння в ряді графств, титул графа Оксфорда і почесну придворну посаду лорда великого кармергера. На той момент Х'ю було приблизно 10 років, і до повноліття він перебував під опікою матері.
В 1231 приніс королю васальну присягу, формально вступивши у володіння спадщиною, і приблизно тоді ж був присвячений в лицарі. Як лорд великого камергера він брав участь у коронації Елеонори Прованської в 1236, в 1245 він отримав титул барона Болебека.
Починаючи з 1246 виступав з критикою політики Генріха III, а в 1258 і 1259 барони обирали його учасником комітетів, метою яких було обмеження королівської влади і розробка проектів реформ.

## Особисте життя
Був одружений з Гевізою де Квінсі, дочкою Сейра де Квінсі, 1-го графа Вінчестера, і Маргарет Бомон. У цьому шлюбі народилися:
- Роберт де Вер, 5-й граф Оксфорд;
- Ізабелла де Вер; 1-й чоловік - сер Джон Кортні; 2-й чоловік - Олівер де Дінгем;
- Лора де Вер; чоловік - Реджінальд д'Аржантен[7];
- Маргарет; чоловік - Х'ю де Крессі[8].